# Stephan Eicher
Stephan Eicher (ur. 17 sierpnia 1960 w Münchenbuchsee) – szwajcarski gitarzysta i wokalista popowy.

## Życiorys
Jako nastolatek chętnie słuchał punk rocka. W wieku 17 lat założył z bratem Martinem technopunkowy zespół Grauzone. Singel tej grupy pt. „Eisbär” sprzedał się w Niemczech i Szwajcarii w liczbie niespełna pół miliona egzemplarzy. W tym okresie poznał także żeńską grupę Liliput, a także Martina Hessa, który później został jego menadżerem.
Pod koniec 1983 roku ukazał się pierwszy album Eichera, Les chansons bleues. Był on inspirowany twórczością New Order. Na następnym albumie, I Tell This Night, wokalista śpiewał w języku niemieckim, angielskim i francuskim. Trzeci album, Silence, oferował bardziej agresywne brzmienie. Album My Place  z 1989 roku był pierwszym, na którym teksty do piosenek Eichera pisał Philippe Djian, którego twórczość prywatnie wokalista podziwiał. Album Engelberg z 1991 roku sprzedał się w prawie dwóch milionach egzemplarzy, m.in. za sprawą singli „Hemmige” i „Déjeuner en paix”. W roku 1994 udzielił ponad stu koncertów w Europie i Afryce.

## Dyskografia
Źródło: discographien.de
- Les chansons bleues (1983)
- I Tell This Night  (1985)
- Silence (1987)
- My Place  (1989)
- Engelberg (1991)
- Carcassonne  (1993)
- Non ci badar, guarda e passa  (1994, koncertowy)
- 1000 Vies  (1996)
- Louanges  (1999)
- Hotel′s (2001, kompilacja)
- Taxi Europa  (2003)
- Tour Taxi Europa  (2004, koncertowy)
- Eldorado (2007)
- L'envolée  (2012)
- Hüh! (z Traktorkestar) (2019)
- Homeless Songs  (2019)
- Ode (2022)
- Kunscht isch geng es Risiko (z Roman Nowka′s Hot 3) (2023)